# Palpita nigropunctalis
Palpita nigropunctalis is een vlinder uit de familie van de grasmotten (Crambidae), uit de onderfamilie van de Spilomelinae. De wetenschappelijke naam van deze soort is voor het eerst voorgesteld als Margarodes nigropunctalis door Otto Bremer in een publicatie uit 1864.
De soort komt voor in het Russische Verre Oosten (omgeving van de Oessoeri), China, Korea, Japan, Taiwan en Thailand.